# Lunetistul american
American Sniper este un film biografic și dramatic de război din 2014, de producție americană, regizat de Clint Eastwood după un scenariu de Jason Dean Hall. Filmul e bazat pe autobiografia omonimă a lui Chris Kyle și îi are în rolurile principale pe Bradley Cooper și Sienna Miller, cu Luke Grimes, Kyle Gallner, Sam Jaeger, Jake McDorman și Cory Hardrict în roluri secundare.
Premiera mondială a filmului a avut loc pe 11 noiembrie 2014 la American Film Institute Festival, Filmul a fost lansat în difuzare mondială pe 16 ianuarie 2015. iar în cinematografele din Statele Unite filmul a fost rulat din 25 decembrie 2014.

## Distribuție
- Bradley Cooper în rolul lui Chris Kyle[7]
- Sienna Miller în rolul lui Taya Renae Kyle[8]
- Max Charles în rolul lui Colton Kyle[9]
- Luke Grimes[10] as Marc Lee
- Kyle Gallner în rolul lui Winston[11]
- Sam Jaeger în rolul lui Captain Martens[12]
- Jake McDorman în rolul lui Ryan Job[13]
- Cory Hardrict[14]
- Navid Negahban[15]
- Eric Close[15]
- Eric Ladin în rolul lui Squirrel[15]
- Joel Lambert[16]
- Rey Gallegos[15]
- Kevin Lacz în rolul propriei persoane[17]
- Brian Hallisay în rolul lui Captain Gillespie
- Jonathan Groff în rolul lui Young Vet

## Recepție
American Sniper a primit de la critici recenzii pozitive în general. Pe Rotten Tomatoes filmul are un rating de 73%, bazat pe 22 de recenzii, cu o media a ratingului de 6.4/10. Pe Metacritic filmul are un scor de 67 din 100, bazat pe 12 critici, indicând "în general general recenzii favorabile".

## Premii
| List of awards and nominations      | List of awards and nominations                                             | List of awards and nominations                                                               | List of awards and nominations | List of awards and nominations |
| Premiu / Festival                   | Categorie                                                                  | Recipient/nominalizat                                                                        | Rezultat                       | Ref                            |
| ----------------------------------- | -------------------------------------------------------------------------- | -------------------------------------------------------------------------------------------- | ------------------------------ | ------------------------------ |
| Premiile Oscar                      | Best Picture                                                               | Clint Eastwood, Robert Lorenz, Andrew Lazar, Bradley Cooper, Peter Morgan                    | Nominalizare                   | [ 20 ]                         |
| Premiile Oscar                      | Best Actor                                                                 | Bradley Cooper                                                                               | Nominalizare                   | [ 20 ]                         |
| Premiile Oscar                      | Best Adapted Screenplay                                                    | Jason Hall                                                                                   | Nominalizare                   | [ 20 ]                         |
| Premiile Oscar                      | Best Film Editing                                                          | Joel Cox și Gary D. Roach                                                                    | Nominalizare                   | [ 20 ]                         |
| Premiile Oscar                      | Best Sound Editing                                                         | Alan Robert Murray și Bub Asman                                                              | Câștigat                       | [ 20 ]                         |
| Premiile Oscar                      | Best Sound Mixing                                                          | John T. Reitz, Gregg Rudloff și Walt Martin                                                  | Nominalizare                   | [ 20 ]                         |
| Art Directors Guild Awards          | Excellence in Production Design for a Contemporary Film                    | James J. Murakami, Charisse Cardenas                                                         | Nominalizare                   | [ 21 ]                         |
| ACE Eddie Awards                    | Best Edited Feature Film – Dramatic                                        | Joel Cox and Gary D. Roach                                                                   | Nominalizare                   | [ 22 ]                         |
| American Film Institute Awards 2014 | Top Ten Films of the Year                                                  |                                                                                              | Câștigat                       | [ 23 ]                         |
| British Academy Film Awards         | Best Adapted Screenplay                                                    | Jason Hall                                                                                   | Nominalizare                   | [ 24 ]                         |
| British Academy Film Awards         | Best Sound                                                                 | Walt Martin, John Reitz, Gregg Rudloff, Alan Robert Murray, Bub Asman                        | Nominalizare                   | [ 24 ]                         |
| Cinema Audio Society Awards         | Outstanding Achievement in Sound Mixing for a Motion Picture – Live Action | Walt Martin, Gregg Rudloff, John Reitz, Robert Fernandez, Thomas J. O’Connell, James Ashwell | Nominalizare                   | [ 25 ]                         |
| Critics' Choice Award               | Best Action Movie                                                          | American Sniper                                                                              | Nominalizare                   | [ 26 ]                         |
| Critics' Choice Award               | Best Actor in an Action Movie                                              | Bradley Cooper                                                                               | Câștigat                       | [ 26 ]                         |
| Denver Film Critics Society         | Best Picture                                                               | American Sniper                                                                              | Câștigat                       | [ 27 ] [ 28 ]                  |
| Denver Film Critics Society         | Best Director                                                              | Clint Eastwood                                                                               | Nominalizare                   | [ 27 ] [ 28 ]                  |
| Denver Film Critics Society         | Best Actor                                                                 | Bradley Cooper (tied with Ralph Fiennes in The Grand Budapest Hotel)                         | Câștigat                       | [ 27 ] [ 28 ]                  |
| Denver Film Critics Society         | Best Supporting Actress                                                    | Sienna Miller                                                                                | Nominalizare                   | [ 27 ] [ 28 ]                  |
| Denver Film Critics Society         | Best Adapted Screenplay                                                    | Jason Hall                                                                                   | Nominalizare                   | [ 27 ] [ 28 ]                  |
| Denver Film Critics Society         | Best Cinematography                                                        | Tom Stern                                                                                    | Nominalizare                   | [ 27 ] [ 28 ]                  |
| Directors Guild of America Award    | Outstanding Directing – Feature Film                                       | Clint Eastwood                                                                               | Nominalizare                   | [ 29 ]                         |
| Empire Awards                       | Best Actor                                                                 | Bradley Cooper                                                                               | Nominalizare                   | [ 30 ]                         |
| Iowa Film Critics                   | Best Movie Yet to Open in Iowa                                             | American Sniper (tied with A Most Violent Year)                                              | Câștigat                       | [ 31 ]                         |
| MPSE Golden Reel Awards             | Feature English Language - Effects/Foley                                   | Bub Asman, Alan Robert Murray                                                                | Câștigat                       | [ 32 ]                         |
| MTV Movie Awards                    | Movie of the Year                                                          | American Sniper                                                                              | Nominalizare                   | [ 33 ]                         |
| MTV Movie Awards                    | Best Male Performance                                                      | Bradley Cooper                                                                               | Câștigat                       | [ 33 ]                         |
| National Board of Review            | Top Ten Film                                                               |                                                                                              | Câștigat                       | [ 34 ]                         |
| National Board of Review            | Best Director                                                              | Clint Eastwood                                                                               | Câștigat                       | [ 34 ]                         |
| Producers Guild of America Awards   | Best Theatrical Motion Picture                                             | Bradley Cooper, Clint Eastwood, Andrew Lazar, Robert Lorenz, Peter Morgan                    | Nominalizare                   | [ 35 ]                         |
| Satellite Awards                    | Best Adapted Screenplay                                                    | Jason Hall                                                                                   | Nominalizare                   |                                |
| Satellite Awards                    | Best Editing                                                               | Gary Roach și Joel Cox                                                                       | Nominalizare                   |                                |
| Saturn Awards                       | Best Thriller Film                                                         | American Sniper                                                                              | În așteptare                   |                                |
| Writers Guild of America Awards     | Best Adapted Screenplay                                                    | Jason Hall                                                                                   | Nominalizare                   | [ 36 ]                         |